# Basketligaen Norge 2004-2005
La Basketball Ligaen Norge 2004-2005 è stata la 38ª edizione del massimo campionato norvegese di pallacanestro maschile. La vittoria finale è stata appannaggio degli Asker Aliens.

## Risultati

### Stagione regolare
|    | Squadra              | G  | V  | P  | PF | PS | Pt. | Qualificazione |
| -- | -------------------- | -- | -- | -- | -- | -- | --- | -------------- |
| 1. | Frøya Ambassadors    | 14 | 10 | 4  |    |    | 20  | playoff        |
| 2. | Bærum Verk Jets      | 14 | 10 | 4  |    |    | 20  | playoff        |
| 3. | Harstad Vikings      | 14 | 10 | 4  |    |    | 20  | playoff        |
| 2. | Asker Aliens         | 14 | 9  | 5  |    |    | 18  | playoff        |
| 5. | Ulriken Eagles       | 14 | 7  | 7  |    |    | 14  |                |
| 6. | Tromsø Storm         | 14 | 4  | 10 |    |    | 8   |                |
| 7. | Kristiansand Pirates | 14 | 3  | 11 |    |    | 6   |                |
| 8. | Kongsberg Penguins   | 14 | 3  | 11 |    |    | 6   |                |

### Playoff
|  | Semifinali | Semifinali        | Semifinali |                 |    | Finale       | Finale | Finale |  |
|  |            |                   |            |                 |    |              |        |        |  |
|  | 1.         | Frøya Ambassadors | 0          |                 |    |              |        |        |  |
|  | 1.         | Frøya Ambassadors | 0          |                 |    |              |        |        |  |
|  | 4.         | Asker Aliens      | 3          |                 |    |              |        |        |  |
|  | 4.         | Asker Aliens      | 3          |                 | 4. | Asker Aliens | 3      |        |  |
|  |            |                   |            |                 | 4. | Asker Aliens | 3      |        |  |
|  |            |                   | 3.         | Harstad Vikings | 0  |              |        |        |  |
|  | 2.         | Bærum Verk Jets   | 3.         | Harstad Vikings | 0  | 2            |        |        |  |
|  | 2.         | Bærum Verk Jets   |            |                 |    |              |        |        |  |
|  | 3.         | Harstad Vikings   | 3          |                 |    |              |        |        |  |

| Basketligaen Norge 2004-2005 |
| ---------------------------- |
| Asker Aliens 7º titolo       |

## Formazione vincitrice
| N° | Naz.                | Ruolo | Sportivo      |  | Alt. |  |
| -- | ------------------- | ----- | ------------- |  | ---- |  |
|    | Norvegia (bandiera) | AG    | Ronny Karlsen |  | 202  |  |